# Raorchestes kakachi
Raorchestes kakachi es una especie de anfibio anuro de la familia Rhacophoridae.

## Distribución geográfica
Esta especie es endémica de Tamil Nadu en la India. Su presencia es incierta en Kerala. Se encuentra a 1285 m sobre el nivel del mar.

## Publicación original
- Seshadri, Gururaja & Aravind, 2012: A new species of Raorchestes (Amphibia: Anura: Rhacophoridae) from mid-elevation evergreen forests of the southern Western Ghats, India. Zootaxa, n.º 3410, p. 19-34.[4]